# Żywy płomień miłości
Żywy płomień miłości to jedno z czterech wielkich dzieł św. Jana od Krzyża, Doktora Kościoła i mistyka. Książka opisuje stan pełnego zjednoczenia duszy z Bogiem. Traktat opisuje ogromne łaski jakich dusza doświadcza w tym zjednoczeniu oraz porady do dalszego wzrostu w miłości bo chociaż dusza na tym etapie zjednoczenia jest już wolna od wszelkich grzechów to jak zauważa autor „miłość nigdy nie spoczywa lecz zawsze działa jak ogień rozrzuca iskry na wszystkie strony” (ŻPM, 1, 8). Stąd też „z biegiem czasu można o wiele więcej utrwalić się i ugruntować w miłości” (ŻPM, Prolog 3). Tak jak w pozostałych wielkich dziełach św. Jan opiera Żywy płomień miłości na interpretacji wiersza o tej samej nazwie, która staje się pretekstem do szerszych rozważań.

## Treść
- Refleksja nad strofą 1: Charakterystyka płomienia Ducha Świętego działającego w duszy i tęsknotę do nieba
- Strofa 2: Opis Boga działającego w duszy, darów jakich jej udziela i porównanie obecnego stanu duszy z poprzednim
- Strofa 3: Wdzięczność duszy wobec Boga, napełnienie oczyszczonych władz zmysłowych i duchowych łaską Bożą, wzajemne oddanie się Boga i duszy
- Strofa 4: Łagodna zażyłość duszy z Bogiem, patrzenie duszy na stworzenie z perspektywy nadprzyrodzonej, niewyobrażalna radość duszy[1]